# Kroenleinia
Genre
Kroenleinia est un genre de la famille des Cactaceae. Elle est présente dans le Nord Est du Mexique

## Liste des espèces
Selon GBIF (10 juin 2024) :
- Kroenleinia grusonii (Hildm.) Lodé

## Systématique
Le nom correct complet (avec auteur) de ce taxon est Kroenleinia Lodé.